# .ca
.ca là tên miền Internet quốc gia (ccTLD) dành cho Canada. Các thực thể đăng ký tên miền dưới.ca phải đáp ứng các Điều kiện Có mặt Canada được định rõ bởi sở đăng ký. Các ví dụ thực thể hợp lệ bao gồm:
- công dân Canada đã đến tuổi thành niên,
- cư dân thường trực tại Canada,
- tổ chức được nhận chính thức bởi Canada,
- người Inuit, Dân tộc Đầu tiên, Métis hay thuộc dân bản xứ khác của Canada,
- Đoàn thể Thổ dân được định rõ trong Đạo luật Bản xứ Canada,
- cư trú ngoại quốc đang ở Canada giữ nhãn hiệu đăng ký tại Canada
- Cơ quan Chính phủ, hoặc
- Tâu Hoàng hậu Nữ hoàng Elizabeth II.

Có thể đăng ký tên miền ở cấp hai (Ví dụ example.ca) hay ở cấp ba dưới một trong những tên miền địa lý ở cấp hai được định rõ bởi sở đăng ký (Ví dụ example.ab.ca ở Alberta).
Tên miền này mới đầu được Jon Postel, người hành chính IANA, đưa cho John Demco của Đại học British Columbia (UBC) năm 1988.
Năm 1997, ở hội nghị hàng năm về Internet của Canada tại Halifax, Nova Scotia, cộng đồng Internet của Canada, vì muốn mở rộng quá trình đăng ký và cải tiến thời hạn bốc dỡ, quyết định cải cách Sở Đăng ký.ca.
Ủy quyền Đăng ký Internet tại Canada (CIRA/ACEI) là công ty bất vụ lợi Canada có trách nhiệm hoạt động tên miền Internet quốc gia (ccTLD) ngày nay. Nó nhận trách nhiệm hoạt động tên miền.ca ngày 1 tháng 12 năm 2000 từ UBC.
Mỗi đăng ký dưới.ca phải được đặt theo sở đăng ký được chứng nhận.